# Upindauara bella
Upindauara bella är en skalbaggsart som beskrevs av Dilma Solange Napp och Martins 2006. Upindauara bella ingår i släktet Upindauara och familjen långhorningar. Inga underarter finns listade i Catalogue of Life.